# Duikers (zoogdieren)
De duikers (Cephalophinae) vormen een onderfamilie van antilopen uit de familie der holhoornigen (Bovidae). Er zijn 20 soorten in drie geslachten.

## Kenmerken
Het zijn kleine tot middelgrote antilopen met kleine hoorntjes. Aan de zijkanten van de snuit, onder de ogen, bevinden zich klieren. Waarschijnlijk wordt de stof uit deze klieren gebruikt om het territorium te markeren. De lichaamsbouw is zo dat het dier zich gemakkelijk een weg kan banen door dicht struikgewas. De poten zijn vrij kort en de voorpoten zijn korter dan de achterpoten. Duikers hebben overigens relatief de grootste hersenen van alle holhoornigen.
Vrouwtjes zijn meestal iets groter dan mannetjes. Bij de meeste soorten hebben zowel de mannetjes als de vrouwtjes kleine, kegelvormige hoorntjes. De soorten verschillen in grootte van de blauwe duiker, die 59 tot 72 centimeter lang en 4 tot 6 kilogram zwaar wordt, tot de geelrugduiker, die 115 tot 145 centimeter lang en 45 tot 80 kilogram zwaar wordt.

## Leefwijze
Bij gevaar duiken de antilopen tussen de dichte begroeiing (vandaar de naam). Ze leven alleen of in paartjes. Waarschijnlijk zijn ze monogaam en territoriaal. Het mannetje laat de zorg van de jongen over aan het vrouwtje. Er wordt één jong geboren, dat zich de eerste weken na de geboorte verborgen houdt in het struikgewas.
Ze eten voornamelijk bladeren, scheuten, vruchten, zaden en bast. Soms volgen ze vruchtenetende vogels, vleerhonden en meerkatten, om te kunnen eten van de gevallen vruchten. Enkele soorten eten ook dierlijk voedsel. Ze vangen soms vogeltjes en knaagdieren, maar ook mieren, andere insecten en eten aas.
Duikers worden veelvuldig gevangen voor bushmeat, en in sommige delen van Afrika vormen ze zelfs het belangrijkste onderdeel.

## Verspreiding en leefgebied
Ze komen enkel voor in Afrika ten zuiden van de Sahara, in dichte bossen en open landschap vlak bij struikgewas.

## Taxonomie
- Onderfamilie Cephalophinae (Duikers)[1][2]
  - Geslacht Cephalophorus
    - Cephalophorus brookei
    - Peters duiker (Cephalophorus callipygus)
    - Cephalophorus kivuensis
    - Witbuikduiker (Cephalophorus leucogaster)
    - Rode duiker (Cephalophorus natalensis)
    - Zwarte duiker (Cephalophorus niger)
    - Zwartvoorhoofdduiker (Cephalophorus nigrifrons)
    - Ogilbys duiker (Cephalophorus ogilbyi)
    - Ruwenzoriduiker (Cephalophorus rubidus)
    - Blauwrugduiker of roodflankduiker (Cephalophorus rufilatus)
    - Weyns duiker (Cephalophorus weynsi)

  - Geslacht Cephalophula
    - Zebraduiker (Cephalophula zebra)

  - Geslacht Cephalophus
    - Zwartrugduiker (Cephalophus dorsalis)
    - Jentinkduiker (Cephalophus jentinki)
    - Geelrugduiker (Cephalophus silvicultor)
    - Abbotts duiker (Cephalophus spadix)

  - Geslacht Leucocephalophus
    - Aders duiker (Leucocephalophus adersi)

  - Geslacht Philantomba
    - Blauwe duiker (Philantomba monticola)
    - Maxwells duiker (Philantomba maxwellii)
    - Walters duiker (Philantomba walteri)

  - Geslacht Sylvicapra
    - Gewone duiker of duikerbok (Sylvicapra grimmia)